# Alena Antalová

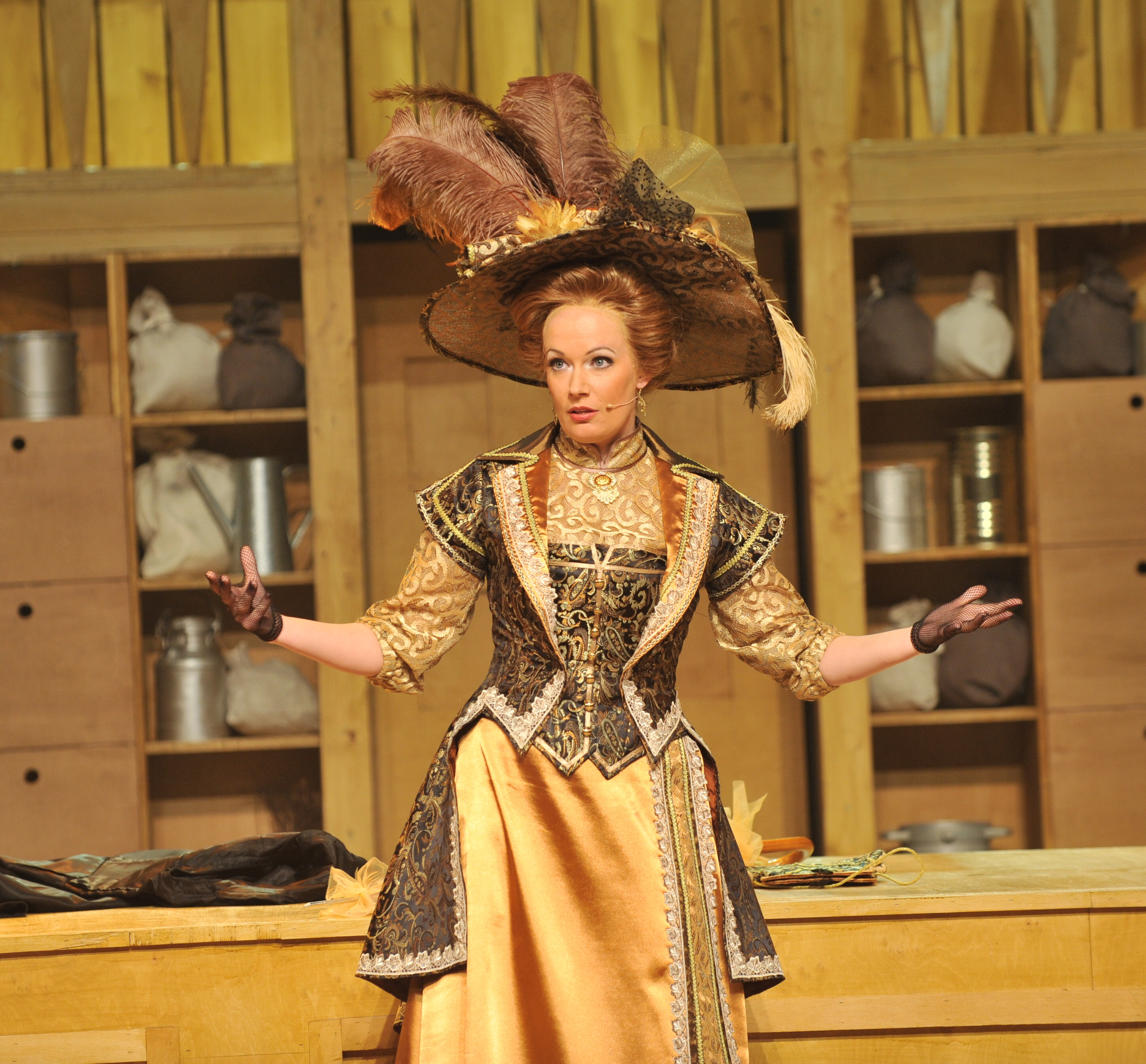
Alena Antalová v inscenaci Hello, Dolly!

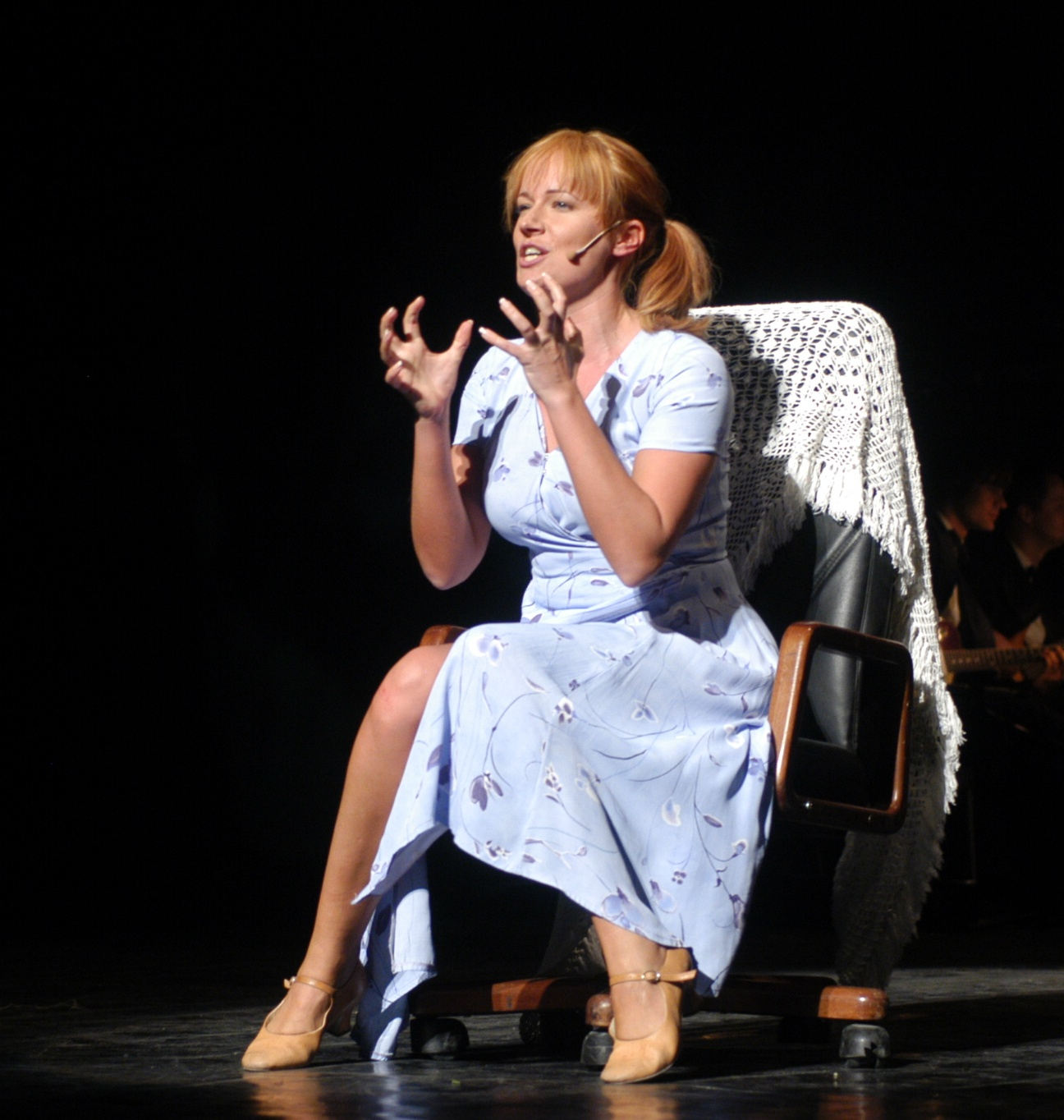
Alena Antalová v inscenaci My Fair Lady

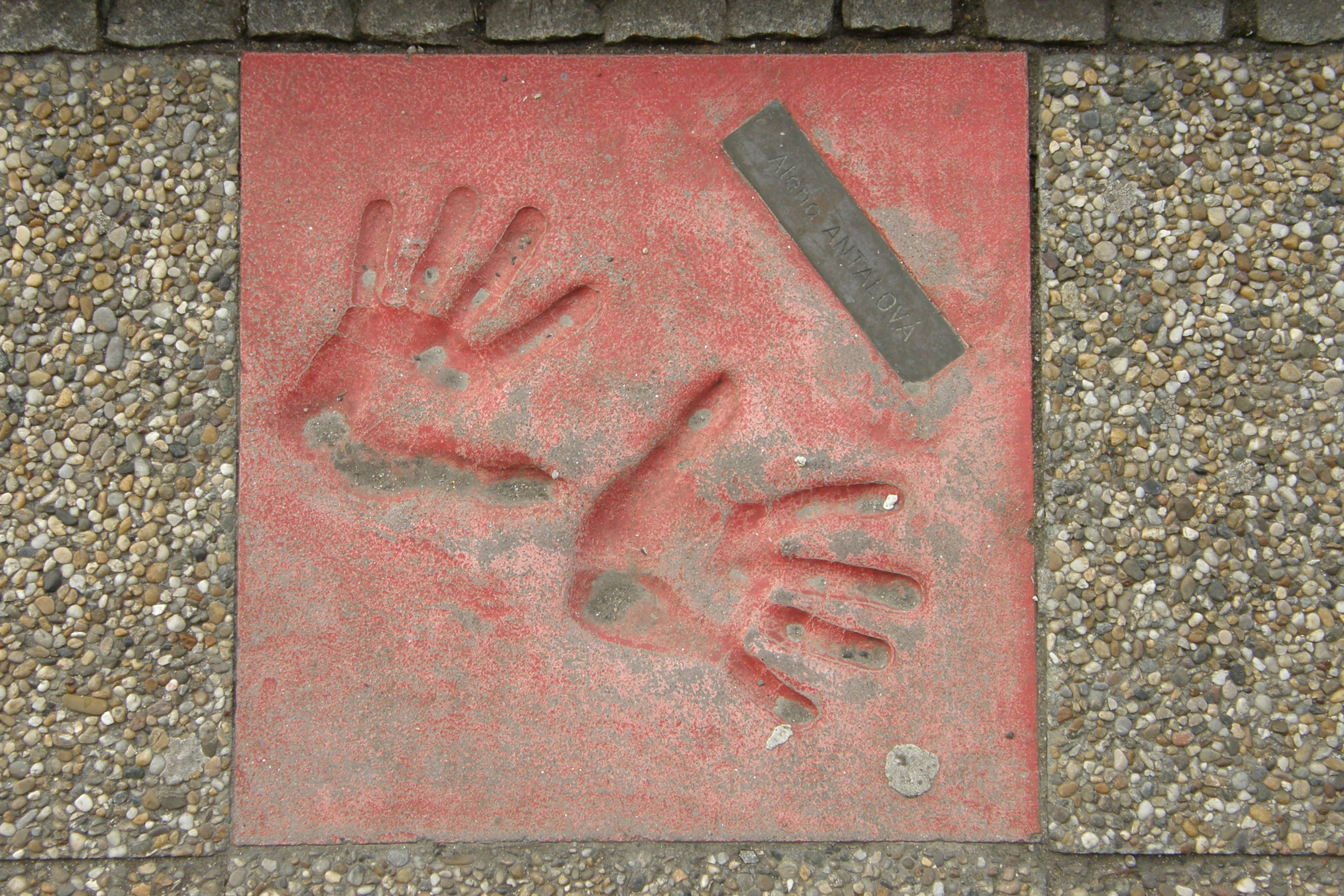
Otisk dlaní Aleny Antalové před Městským divadlem Brno

Alena Antalová (* 28. července 1972 Bratislava) je slovenská divadelní a televizní herečka. Je vnučkou scénografa SND Ladislava Vychodila.

## Životopis
Absolvovala bratislavskou konzervatoř a v roce 1994 vystudovala činoherní herectví na Divadelní fakultě Janáčkovy akademie múzických umění v Brně. Od roku 1994 působí v Městském divadle Brno na hudební a činoherní scéně. Je držitelkou ceny Thálie za rok 1999 v kategorii Talent roku do 33 let za titulní roli v divadelní hře Mistr a Markétka. Známá je také z televizních seriálů Četnické humoresky (Ludmila Horká-Arazímová) a Pojišťovna štěstí (Anna Jánská-Krausová). Nazpívala sólové party k filmu Kytice. Taktéž se objevila v televizní inscenaci Společník.
V anketě Křídla, kterou pořádá Městské divadlo Brno každou sezónu, získala cenu o nejoblíbenější herečku sezóny 2010/2011.
Je vdaná a má čtyři děti: Alenu, Elenu, Jana a Marii.

## Role vMěstském divadle Brno
- Frosina – Lakomec
- Donna – Mamma Mia!
- Katherine, matka Ellie – Děsnej pátek
- Audrey – Kvítek z horrroru
- Ráchel – Svět plný andělů
- Líza Ďulínková – My Fair Lady (ze Zelňáku)
- Eva von Steinbergová – Peklo
- Sukie – Čarodějky z Eastwicku
- Královna, maminka – Tři mušketýři
- Dolly Leviová – Hello, Dolly!
- Mary Poppins – Mary Poppins
- Máma Mortonová – Chicago
- Roxana – Cyrano z Bergeracu
- Grizabella – Cats
- Tanja/Titanie – Let snů LILI
- Paní Phelpsová – Matilda
- Adléta – Devět křížů
- Anne – Otec

## Filmografie
- 1984 – Čierny slnovrat (TV film)
- 1997 – Četnické humoresky (TV seriál)
- 2003 – Společník (TV film)
- 2004 – Pojišťovna štěstí (TV seriál)
- 2019 – Léto s gentlemanem (film)
- 2020 – Cirkus Metropol
- 2020 – Veterán (TV film)